# Rüssener Gruppe

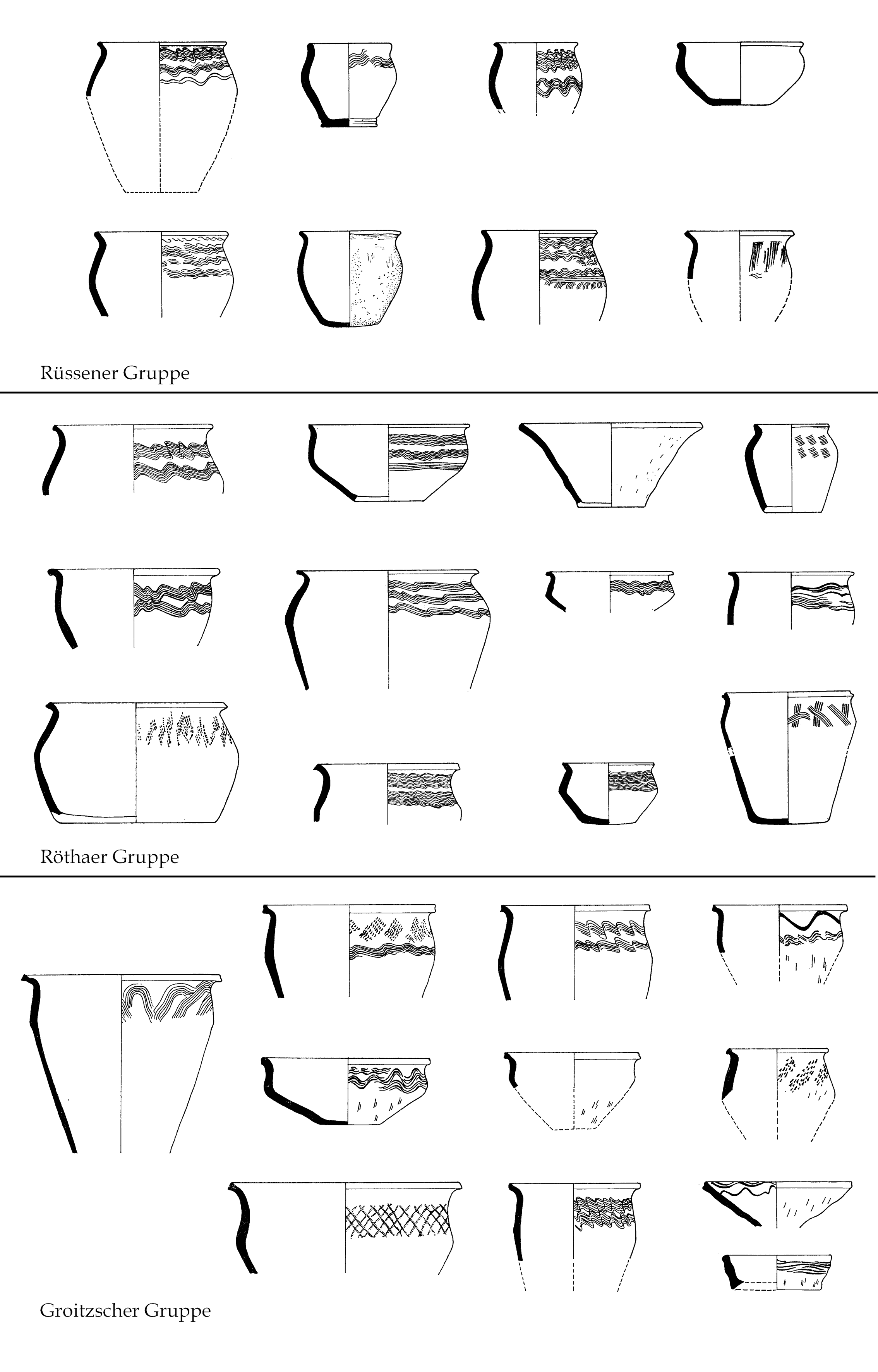
Keramik der Rüssener Gruppe (oben)

Die Rüssener Gruppe war eine frühslawische archäologische Keramikgruppe vom 7. bis 8. Jahrhundert im heutigen Sachsen, Sachsen-Anhalt und Thüringen.
Sie erstreckte sich von der Weißen Elster und der mittleren Elbe bis zum nördlichen Thüringer Becken.
Sie ist benannt nach der Rüssener Keramik aus Rüssen an der Weißen Elster. Die Einteilung entstand um 1980 durch den Archäologen Heinz-Joachim Vogt.
Weitere wichtige Fundorte waren 
- Eythra (bei Leipzig)
- Dessau-Mosigkau
- Mutzschen
- Altengroitzsch[1]
- Magdeborn (bei Leipzig)
- Rohnstedt (Kyffhäuserkreis)

Träger der Kultur waren frühe slawische Stämme der Sorben (damals Bezeichnung für alle Stämme im Gebiet zwischen Elbe und Saale).

## Entstehung
Die Rüssener Gruppe entstand im 7. Jahrhundert aus der Prager Kultur.
Sie ist verwandt mit den zeitgleichen slawischen Feldberger Gruppe, der Chodlik-Gruppe und der Luka-Rajky-Kultur.

## Siedlungen
Die Siedlungen lagen an Flüssen und Seen und waren meist unbefestigt. 

## Keramik
Die Keramik war verziert mit verschiedenförmigen Wellenbändern.
Die Oberfläche war uneben und wies eine rötlich-ocker oder graue bis graubraune Farbe auf.
Hauptsächliche Formen waren hohe Standbodentöpfe mit eiförmigem oder leicht doppelkonischem Körper, kleine kugelförmige oder leicht doppelkonische becherartige Gefäße mit Standfläche und einfache Schalen.
Die Keramik war handgeformt, teilweise wohl auf dem Erdboden stehend gefertigt.

## Bestattungskultur
Auf Gräberfeldern wurde Leichenbrand in Urnen bestattet.

## Nachfolgekulturen
Im 9. Jahrhundert entwickelt sich die Kultur zur Röthaer Gruppe.